# اريكا أندرسون
اريكا أندرسون (بالإنجليزية: Erika Anderson)‏ (و. 1963 – م) هي ممثلة، وعارضة، وممثلة تلفزيونية، ومقدمة برامج إذاعية، من الولايات المتحدة الأمريكية، ولدت في تولسا، أوكلاهوما.

## التعليم
تعلمت في جامعة تلسا.

## وصلات خارجية
- اريكا أندرسون على موقع IMDb (الإنجليزية)
- اريكا أندرسون على موقع ألو سيني (الفرنسية)
- اريكا أندرسون على موقع أول موفي (الإنجليزية)
- اريكا أندرسون على موقع قاعدة بيانات الأفلام السويدية (السويدية)
- اريكا أندرسون على موقع قاعدة بيانات الفيلم (الإنجليزية)
- اريكا أندرسون على موقع كينوبويسك (الروسية)